# Восточнотиморско-кабо-вердианские отношения
Отношения Кабо-Верде и Восточного Тимора касаются дипломатических отношений между Кабо-Верде и Восточным Тимором.

## История
Хотя Кабо-Верде обрело независимость после революции гвоздик в Португалии 5 июля 1975 года, провозглашение независимости Восточного Тимора 28 ноября 1975 года изначально не было признано Португалией. Кабо-Верде была одной из двенадцати стран, признавших Восточный Тимор в качестве государства. Через несколько дней Индонезия начала открытое вторжение в Восточный Тимор и оккупировала страну на 24 года. С момента окончательного обретения Восточным Тимором независимости в 2002 году Кабо-Верде и страна Юго-Восточной Азии поддерживали дружеские отношения.
В 2005 году премьер-министр Восточного Тимора Мари Алкатири посетила Кабо-Верде с государственным визитом. Её сопровождали министр финансов Мадалена Боавида, министр юстиции Домингуш Сарменту, генеральный секретарь иностранных дел Нельсон Сантуш и посол Восточного Тимора в Лиссабоне Паскоэла Баррето. Несколько других министров Восточного Тимора посетили Кабо-Верде в последующие годы, например, министр финансов Эмилия Пирес в 2010 году и министр образования Жоао Кансиу Фрейтас в 2012 году.
В 2012 году президент Кабо-Верде Жорже Карлуш Фонсека посетил Восточный Тимор. Темами его переговоров были сотрудничество между Кабо-Верде и Восточным Тимором в области энергетики, информационных и коммуникационных технологий, высшего образования и сельского хозяйства. Фонсека был в Восточном Тиморе в 2000 и 2001 годах в качестве советника по вопросам государственного строительства при Временной администрации Восточного Тимора ООН. Во время визита министра внутренних дел Восточного Тимора Лонгиньоса Монтейру в Праю в 2016 году он пообещал помочь с проблемами радио Национальной полиции Кабо-Верде. Другие темы включали безопасность дорожного движения, гражданскую оборону и обучение полиции. Восточный Тимор хотел прикомандировать сотрудников на несколько месяцев для поддержки Кабо-Верде.
В 2017 году министр образования Кабо-Верде Марица Росабаль договорилась со своим восточнотиморским коллегой Антониу да Консейсао направить 16 учителей Кабо-Верде в Восточный Тимор. Предполагается, что они будут помогать преподавать португальский язык в стране Юго-Восточной Азии. В то же время по состоянию на 2017 год 43 восточнотиморских студента должны были обучаться в университетах Кабо-Верде. Кристина Фонтес Лима, давний министр Кабо-Верде, работает советником правительства Восточного Тимора.